# Sven Linnér
Sven Gunnar Linnér, född 18 augusti 1919 i Jönköping, död 5 september 1994, var en svensk litteraturvetare. Han var gift med Birgitta Linnér.
Linnér, som var son till landshövding Sigfrid Linnér och Elisabeth Geijer, blev filosofie doktor i Uppsala 1955 och docent i litteraturhistoria med poetik vid Uppsala universitet 1955. Han var universitetslektor vid Harvard University 1948–1949, vid Bergens universitet 1950, gästprofessor vid University of Wisconsin 1963–1964, vid University of Illinois at Urbana-Champaign 1964–1965, vid Indiana University 1967, vid University College London 1971, var universitetslektor vid Uppsala universitet 1969–1974 (extra 1962) och professor i litteraturvetenskap vid Åbo Akademi 1974–1984. Han var ledamot av Kungliga Vetenskapssamhället i Uppsala (1960) och av Finska Vetenskaps-Societeten, hedersledamot av Svenska litteratursällskapet i Finland (1981), av Pär Lagerkvist-samfundet och av Erik Johan Stagnelius-sällskapet. Han författade skrifter i modern litteraturhistoria och litteraturteori om Fjodor Dostojevskij. Han tilldelades Schückska priset 1990. Makarna Linnér är begravda på Långlöts kyrkogård på Öland.